# لانچیا ۲۰۰۰

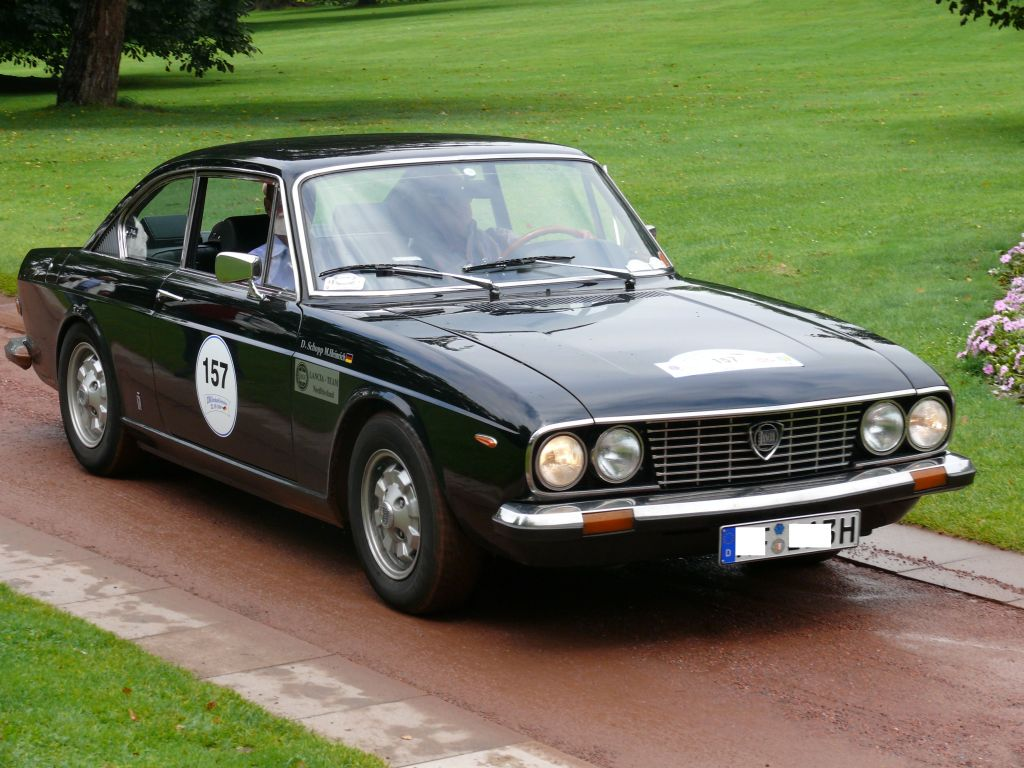
Lancia 2000 Coupé HF

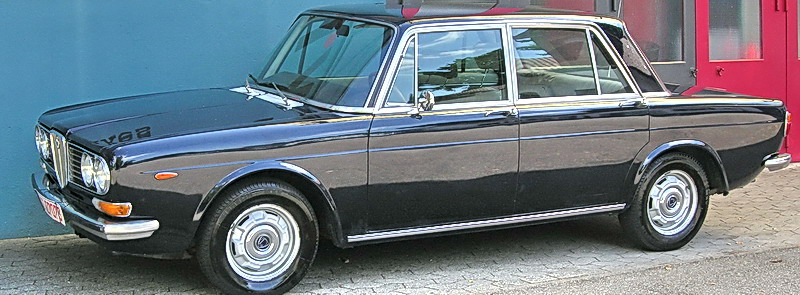

لانچیا ۲۰۰۰ (Lancia ۲۰۰۰) خودرویی است که در سال‌های ۱۹۷۱–۱۹۷۴ توسط شرکت لانچیا تولید شده‌است.
این خودرو در کلاس خودرو سایز متوسط قرار گرفته، طراحی آن خودروهای موتور جلو-محور جلو بوده طول آن در حالت طبیعی ۴٬۶۲۰ میلیمتر (۱۸۱٫۹ اینچ)، عرض آن در حالت طبیعی ۱٬۶۱۰ میلیمتر (۶۳٫۴ اینچ)، ارتفاع آن در حالت طبیعی ۱٬۴۴۰ میلیمتر (۵۶٫۷ اینچ) و وزن آن در حالت طبیعی ۱٬۲۳۰ کیلوگرم (۲٬۷۱۲ پوند) است.
موتور آن ۱۹۹۱ سی‌سی است.